# Heinrich Gottlieb Ludwig Reichenbach
Pour les articles homonymes, voir Reichenbach.
Heinrich Gottlieb Ludwig Reichenbach est un  botaniste et un zoologiste saxon, né le 8 janvier 1793 à Leipzig et mort le 17 mars 1879 à Dresde.
Son père est Johann Friedrich Jacob Reichenbach (de), recteur adjoint à la Thomasschule de Leipzig, auteur en 1818 du premier dictionnaire gréco-allemand. Son fils, Heinrich Gustav Reichenbach (1823-1889), est également un botaniste, spécialiste des orchidées.

## Biographie
Ludwig Reichenbach étudie la médecine et les sciences naturelles à l'université de Leipzig à partir de 1810. Il y obtient un titre de docteur en philosophie en 1815 et de médecine en 1817. Il est habilité pour enseigner en 1818 et devient professeur extraordinaire, puis en 1820, professeur titulaire de la chaire d’histoire naturelle à l’Académie de médecine et de chirurgie de Dresde. Il occupe ce poste jusqu’à la suppression de l’institution en 1862.
Parallèlement à ces fonctions, il dirige le muséum royal d'histoire naturelle de Zwinger. En outre, il fonde le jardin botanique de Dresde qu’il dirige jusqu'à sa mort.
Il se fait connaître pour ses travaux sur la flore et la faune allemandes qu’il classe suivant un système naturel. Il fonde la société savante « Flora » en 1843, destinée à promouvoir la recherche scientifique en botanique et en horticulture.
Il préside « Isis », la célèbre société d’histoire naturelle de Dresde, 1836 à 1866. Il fonde également, en 1834, la « société protectrice des animaux ». Ces deux sociétés existent encore de nos jours.
Il illustre souvent lui-même ses ouvrages. Il travaille énormément et laisse à sa mort plus de six mille dessins, la plupart réalisés de sa main.

## Liste partielle des publications
- Flora germanica excursoria (1830–1832, 2 volumes).
- Flora exotica (1834–1836).
- Flora germanica exsiccata (1830–1845).
- Übersicht des Gewächsreichs und seiner natürlichen Entwickelungsstufen (1828).
- Handbuch des natürlichen Pflanzensystems (1837).
- Das Herbarienbuch (1841).
- Abbildung und Beschreibung der für Gartenkultur empfehlenswerten Gewächse (1821-1826, avec 96 planches).
- Monographia generis Aconiti (1820, avec 19 planches).
- Illustratio specierum Aconiti generis (1823–1827, avec 72 planches).
- Iconographia botanica s. plantae criticae (1823-1832, avec 1 000 planches).
- Iconographia botanica exotica (1827–1830).
- Regnum animale (1834–1836, avec 79 planches).
- Deutschlands Fauna (1842, 2 volumes).
- Praktische Naturgeschichte der Vogel (1845).
- Vollständigste Naturgeschichte des In- und Auslandes (1845–54, 9 volumes et plus de 1 000 planches).
- Avium Systema Naturale, das Naturliche System der Vogel (1849).
- Handbuch der speciellen Ornithologie (1851-1854).